# 雅勒河畔马蒂尼亚斯
雅勒河畔马蒂尼亚斯（法語：Martignas-sur-Jalle，法語發音：[maʁtiɲas syʁ ʒal]）是法国吉伦特省的一个市镇，属于波尔多区。

## 地名
该地名“Martignas-sur-Jalle”发音为[maʁtiɲas syʁ ʒal]，“Martignas”的末尾字母“s”发音，《世界地名翻译大辞典》与《世界地名译名词典》将其误译作“雅勒河畔马蒂尼亚”。

## 地理
雅勒河畔马蒂尼亚斯（44°50'26"N, 0°46'32"W）面积26.39 平方千米，位于法国新阿基坦大区吉倫特省，该省份为法国西南部沿海省份，是法國本土面积最大的省，北起滨海夏朗德省，西临大西洋，南至朗德省，东南接洛特-加龍省，东临多爾多涅省。
与雅勒河畔马蒂尼亚斯接壤的市镇（或旧市镇、城区）包括：圣梅达尔昂雅勒、圣让迪亚克、梅里尼亚克。
雅勒河畔马蒂尼亚斯的时区为UTC+01:00、UTC+02:00（夏令时）。

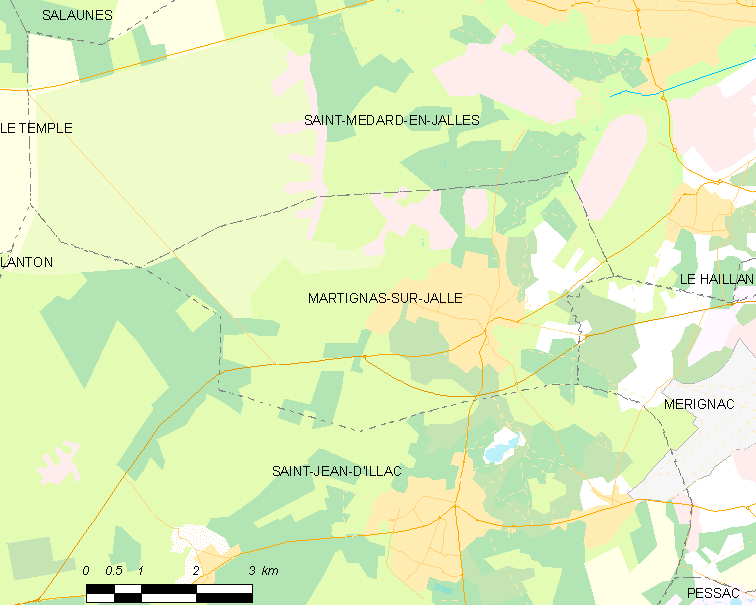
雅勒河畔马蒂尼亚斯的OSM定位图

## 行政
雅勒河畔马蒂尼亚斯的邮政编码为33127，INSEE市镇编码为33273。

## 政治
雅勒河畔马蒂尼亚斯所属的省级选区为梅里尼亚克第二县。

## 人口

1962-2008年间雅勒河畔马蒂尼亚斯人口变化图示

雅勒河畔马蒂尼亚斯于2022年1月1日时的人口数量为7959人。